# Верхня Ор'я
Верхня О́р'я (рос. Верхняя Орья, марій. Кӱшыл Оръю) — присілок у складі Новотор'яльського району Марій Ел, Росія. Входить до складу Масканурського сільського поселення.

## Населення
Населення — 33 особи (2010; 49 у 2002).
Національний склад (станом на 2002 рік):
- марійці — 100 %